# ГЕС-ГАЕС Торран
ГЕС-ГАЕС Торран (порт. Barragem de Torrão) — гідроелектростанція на півночі Португалії на річці Тамега, яка є правою притокою Дору (найбільша за водозбірним басейном річка на північному заході Піренейського півострова, що впадає в Атлантичний океан біля Порту). Споруджена у 1988 році, ГЕС Торран стане нижнім ступенем у каскаді на Тамезі після зведення вище по течії станції Daivoes (завершення будівництва очікується на початку 2020-х). Також існують плани розміщення між ГЕС Торран та Daivoes станції ГЕС Fridão, рішення відносно чого відклали до 2019 року.
У межах проекту Тамегу перекрили бетонною гравітаційною греблею висотою 69 метрів та довжиною 218 метрів, на спорудження якої витратили 224 тис. м3 матеріалу. Вона утворила водосховище із площею поверхні 6,5 км2 та об'ємом 124 млн м3 (корисний об'єм 77 млн м3), для якого є припустимим коливання рівня між позначками 49 та 65 метрів НРМ.
Машинний зал обладнаний двома оборотними турбінами типу Френсіс потужністю по 73 МВт в турбінному та 73,3 МВт у насосному режимах. Вони працюють при напорі від 36 до 53 метрів, виробляючи 222 млн кВт-год електроенергії на рік.
Зв'язок з енергосистемою відбувається по ЛЕП, що працює під напругою 230 кВ.